# Bernadeta Gaspà Bringueret
Bernadeta Gaspà Bringueret, née le 23 juillet 1965, est une femme politique andorrane.

## Biographie
Elle est membre du Parti libéral d'Andorre.
Elle est sous-syndic général (vice-présidente du parlement andorran) de 2005 à 2009. 
Elle n'est pas réélue conseillère générale le 26 avril 2009.